# Андрейченко, Кирилл Игоревич
Кири́лл И́горевич Андре́йченко (26 декабря 1975, г. Москва, СССР) — российский управленец, с 2009 года — вице-президент по корпоративному управлению и правовым вопросам и член правления ОАО АНК «Башнефть».

## Биография
Кирилл Игоревич Андрейченко обучался на юридическом факультете Московского государственного индустриального университета, который окончил в 1997 году.
В период с 1995 по 1999 год работал в АО «Росико» в качестве юрисконсульта, после этого в ЗАО «Центр-Телко».
В период с 1999 по 2003 год занимал должность заместителя руководителя юридического департамента АФК «Система».
С 2003 по 2007 год работал в ЗАО «Система телекоммуникаций, информатики и связи» в должности заместителя генерального директора по корпоративному управлению.
С 2007 по 2009 год работает в ОАО «Комстар» на должности вице-президента по корпоративному управлению и правовым вопросам.
С осени 2009 года является вице-президентом по корпоративному управлению и правовым вопросам в ОАО АНК «Башнефть».
Является членом правления ОАО АНК «Башнефть».

## Семья
Женат, трое детей.